# Ron Satlof
Ronald Gilbert Satlof, dit Ron Satlof (né le 27 octobre 1938 à New York et mort le 2 juillet 2018 à St. Petersburg en Floride), est un réalisateur américain. 

## Filmographie partielle
- La Riposte de l'homme-araignée (Spider-Man Strikes Back, 1978) (téléfilm)
- Rick Hunter, épisode 5, saison 1
- Diagnostic : Meurtre (Diagnosis Murder, 1999) - 4 épisodes dans la saison 7 (série télévisée)